# 恩里科·加奈多
恩里科·加奈多（義大利語：Enrico Giannetto，1958年11月6日—），是意大利西西里岛墨西拿省人。加奈多是一名意大利物理学家、哲学家和科学基督教历史学家。

## 生平
1982年毕业于意大利基本粒子理论物理学。随后分别在意大利比萨大学Domus Galilaeana和迪利亚斯特大学SISSA进修早期宇宙论。毕业后在帕维亚大学教授物理学和基础物理学的课程。现任意大利贝加莫大学复杂性研究中心主任、意大利物理学和天文史学家协会会长。

## 理论思想
恩里科·加奈多的研究領域包含了科学变革和科学、哲学、神学、伦理学与政治学之间的问题。他的研究范围从量子电动力学扩展到各个领域，如宇宙论、宗教史、哲学论、和数学科学等。他提出的自由物理意志论，旨在通过实践的启示来保护所有人，从而确保和强调宗教的原始功能与形象。